# Kalajoki
Pour les articles homonymes, voir Kalajoki (fleuve) et Kalajoki (république de Carélie).
Kalajoki (la Rivière des poissons) est une ville de l'Ouest de la Finlande, dans la province d'Oulu et la région d'Ostrobotnie du Nord.

## Géographie
La ville se situe à l'embouchure de la Kalajoki. La commune, pratiquement dépourvue de relief, comprend une longue section sablonneuse de la côte basse du golfe de Botnie. On y trouve un port peu important, et aussi une des plus grandes plages du pays (Kalajoen Hiekkasärkät) reconvertie en station balnéaire de première importance à l'échelle de la Finlande.
Les deux petites îles de Kalla (Maakalla et Ulkokalla) et leurs villages de pêcheurs historiques se situent à 20 km des côtes environ.
Kalajoki est bordée par les communes de Himanka à l'ouest et Kannus au sud (Ostrobotnie-Centrale), Ylivieska et Sievi au sud-est, Alavieska à l'est, Oulainen au nord-est et Pyhäjoki au nord.

## Transports
Kalajoki est traversée par la nationale 8 Turku - Oulu et marque le point de départ de la nationale 27 vers Iisalmi.
Elle est reliée à Sievi par la seututie 774.

## Démographie
Depuis 1980, l'évolution démographique de Kalajoki est la suivante :
| Année      | 1980   | 1985   | 1990   | 1995   | 2000   | 2005   |
| ---------- | ------ | ------ | ------ | ------ | ------ | ------ |
| population | 11 984 | 12 532 | 12 728 | 12 814 | 12 376 | 12 282 |

| Année      | 2010   | 2015   | 2020   |
| ---------- | ------ | ------ | ------ |
| population | 12 562 | 12 621 | 12 413 |

## Histoire
Kalajoki est mentionnée pour la première fois au début du XVIe siècle, la paroisse englobant alors toute la vallée de la Kalajoki jusqu'à Haapajärvi. Elle se développe ensuite rapidement, l'économie étant alors fondée sur la pêche. Elle devient enfin un marché très important et un centre d'exportation du goudron végétal. Cette activité décline à la fin du XIXe siècle et la commune perd de son importance. Elle connaît depuis les années 1960 une seconde vie en tant que station balnéaire, et a obtenu ses droits de cité en 2002.
Contrairement à beaucoup de communes de la région, elle gagne environ 50 habitants par an depuis l'an 2000.
L'église luthérienne, édifiée au XIXe siècle, est, à la suite d'un incendie, reconstruite en 1930 et 1931.

## Jumelages
| Ville | Ville         | Pays | Pays    |
| ----- | ------------- | ---- | ------- |
|       | Balatonalmádi |      | Hongrie |
|       | Izumo         |      | Japon   |
|       | Taki          |      | Japon   |
|       | Vansbro       |      | Suède   |

Kalajoki entretient aussi une coopération avec Balatonalmádi.

## Personnalités
- Jussi Jokinen, joueur de hockey
- Antti Haapakoski, coureur du 110 m. haies
- Jussi Kurikkala, skieur de fond nordique
- Joni Puurula, joueur de hockey sur glace
- Timo Seikkula, joueur de hockey sur glace